# 上海租界

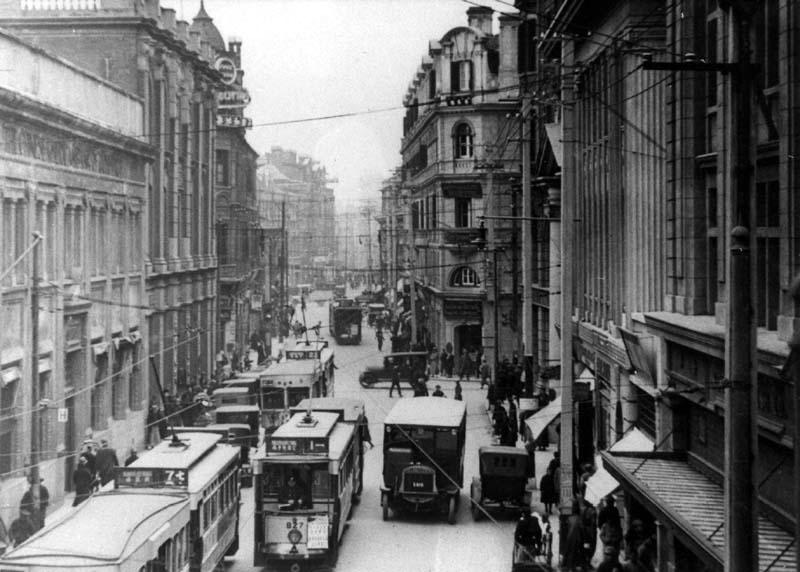
1920年の上海、九江路。

上海租界（シャンハイそかい）とは、1842年の南京条約により開港した上海に設定された租界（外国人居留地）を指す。当初、イギリスとアメリカ合衆国、フランスがそれぞれ租界を設定し、後に英米列強と日本の租界をまとめた共同租界と、フランスのフランス租界に再編された。上海租界はこれらの租界の総称である。これらの租界は当初の条約を無視して中国側に無断で拡張され続け、租界から外側へと延長された越界路も中国側の許可を得ずに日本を含む列強諸国が無断で敷設し不法占拠したものに過ぎなかった。この強引な拡張政策は中国側と数々の紛争を引き起こし、五・三〇事件など中国人の間に数々の民族闘争を引き起こすことになった。

## 租界の誕生
中国（清朝）が阿片戦争でイギリスに敗北し、「南京条約」によって上海が開港させられた。しかし、この「南京条約」では、イギリス領事が駐在すること、貿易に従事するイギリス人が居住することは認めたが、居住する地域については定められていなかった。翌1843年10月の英支虎門塞追加条約において、双方の協議を以て具体的な地域を決定するとされたことから、英国は同年11月8日に在清国英上海領事ジョージ・バルフォアを着任させた。バルフォアは上海市内で邸宅を借受け、11月14日に英国領事館の業務開始を発表、11月17日に上海の開港を公式に告知した。しかし、この開港とともに英国商人らの渡来も増加し、英国人用の居住設備が急がれた。
「南京条約」から2年後の1845年11月に当時の上海道台（地方長官）宮慕久が初代イギリス領事であるバルフォアと度重なる協議の結果、イギリス商人の居留地として黄浦江のほとりに、およそ0.56平方キロの土地の租借を定める『第一次土地章程』（Land Regulations）を頒布した。上海県城の外で外国人の居留地を作ることは、むろん元々はイギリス側の要望によるものであった。協議の前提として、英国は土地章程の公布を条件とした。土地章程では、英国領事館が同区域内での土地登記の公的実務を担うとともに、管理区域内での事件などに関する司法権も規定された。土地登記などの実務は、居住英国人の中から選挙された2名と領事を議長とする計3名が実務を担った。
しかし、『第一次土地章程』で規定されている「華洋分居」などの条文からもわかるように、実質的には中国側が外国人の活動範囲を制限しようとした、一種の隔離政策でもあった。1844年締結の望厦条約をうけて、1846年に米国から在清国米上海領事が赴任した。そして、このイギリス租界の成立の影響を受けて、1848年にアメリカ租界、その翌年にフランス租界がそれぞれイギリス租界の北側（呉淞江対岸である虹口一帯）と南の境界線である洋涇浜の対岸に設置された。これら三つの租界が、そのまま「近代都市」上海の原型となった。
ところが、「華洋分居」を原則とし、一定の自治権を持ちながらも、根本的には中国側の管轄下にあったこれらの租界は設立から10年もたたないうちに、その性格を変えた。原因の一つが1853年9月に起きた秘密結社・小刀会の武装蜂起であり、農民軍の1年半にわたり上海県城を占拠したため、大量の難民が発生し、三つの租界に逃げ込んだ。この突然の事態で、従来の「華洋分居」の原則が崩れ、「華洋雑居」の現実を中国側も受け入れざるを得なくなった。この新しい局面に対応するためという口実のもとで、1854年7月、イギリス領事オールコックは、米仏領事とは協議はしたものの、中国側には事後通告という形で、一方的に従来の『土地章程』を修正した『第二次土地章程』を公布した。
この『第二次土地章程』には、イギリス租界の新たな境界の確定、租界内の中国人雑居の黙認、「巡捕」（警察）の設置が含まれていた。最も重要な変更は、三国領事による、「租主（借地人）会議」（市議会にあたる）の招集、その執行機関としての工部局の設置である。特に、工部局に「市政府」としての機能を持たせたので、その成立により、租界は中国政府の管轄から完全に離れ、自ら「自治」を始めた。工部局はインフラ整備を通じて中国側に無断で租界の範囲を拡大するだけでなく、徴税権や警察権までをも行使するようになり、法的根拠の無い状態でなし崩し的に上海での支配を拡大していった。

## 独立国へ
「自治」を実現した当初の租界は、新たな境界が正式に認められたイギリス租界を中心に、地理的には依然として他の両租界とそれぞれ分かれていた。しかし行政的には、初めて新設された工部局に三租界が統一された。この体制はその後1850年代を通じて、ほぼ10年近く維持された。
太平天国の乱（1851年 - 1864年）に際し、英国・米国・フランスの三租界において防衛と治安維持ための防衛共同会議が提唱されるが、事実上フランス租界がこの協力を拒否。防衛上の協力関係となった英米租界は、防衛のために租界外へ軍事用道路（越界築路）を延長するなど協力態勢となり、1860年の上海侵攻で江南地方の制圧を進めていたのは李秀成軍に対して防衛戦を行う。
この太平天国軍（髪長族）による上海への進攻を機として、1863年9月、英米租界が工部局のもとで正式に合併し、名前も「外国租界」と変更した。この外国租界は、共同租界と称された。これに対し、防衛会議を拒否したフランス租界は合弁されず、独立した組織へ移行してゆく。フランス租界はイギリス主導の租界運営に見切りをつけ、英米租界の合併に先立つ1862年5月に、統一行政から離脱し、自らの行政機関である公董局を設立した。
合併後の外国租界は、管轄地域がかなり拡大し、その行政能力も大きく増進した。太平天国の乱が終結すると、越界築路は商業・娯楽などを目的とした公用となり、1866年改定の新章程で明文化に至り新権利となり、その後の使用拡大から拡張・延長されていった。
また太平天国の乱の拡大により大量の難民が租界に流入した影響もあり、租界当局は、1869年にふたたび『土地章程』を中国側に無断で一方的に改定し、『第三次土地章程』として発表した。
この新たな『第三次土地章程』では、従来の借地人会議を納税外人会議に拡大し、これに租税予算の審議権、工部局董事会（市参事会）の選出などの権限を与えられ、いわゆる市議会としての機能を完全に持たせた。工部局の権限もさらに強められ、警察、消防、衛生、教育、財務など市政に関するあらゆる諸機関を設置し、完全な行政システムを成立させた。
さらに、『第三次土地章程』の公布に先立ち、工部局側は同年4月、租界在住の中国人をめぐる裁判権に関して『洋涇浜設官会審章程』という名の司法規定を発布した。この規程によると、租界在住の中国人についての裁判は、租界に設置されている「会審公堂」（裁判所）において、上海道台から派遣された「同知」（裁判官）によって行われる。
ただし、当事者の一方が外国人もしくは外国人の雇用した中国人である場合、かならず領事の認定した陪審官とともに審議しなければならず、被告が判決に対して不服がある場合、上海道台と領事官の双方に上訴できるとされた。以上二つの章程により、立法と行政に関しては完全に、司法に関しては制限的ではあるが、租界は一個の「独立国」を立ち上げたといえる。「外国租界」への参加を拒否し、1862年に独自の行政機関である公董局を設立したフランス租界も、この公董局に工部局と同様な機能を持たせ、外国租界の『第三次土地章程』と内容の近い、『公董局組織章程』を頒布した。公董局には、「会審公堂」と同様に裁判機構を設置した。このようにフランス租界もまた、「外国租界」と同様に「独立国」を作り上げたといえる。
租界が始まった1845年の時点では中国側の主権保持が明確に規定されていたにもかかわらず、列強はこれらの「土地章程」や「会審公堂」（裁判所）の成立による違法な主権侵犯を中国側に無断で実行し続けた。当然中国側は工部局に対しこれらの撤回と租界拡張を停止する様に申し入れたが、要求は受け入れられなかった。

## 租界の発展

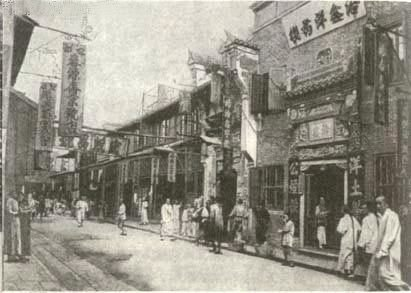
19世紀の上海

諸外国によって租界は何度も不法に拡張され、面積的には最初は1.22平方キロメートルだったが最も拡大した時期には32.82平方キロに達した。また、租界から外に向けて伸ばされた越界路だけでなく、その越界路で囲まれた土地全体も不法占拠されたので、それらを合計すると約65平方キロにもなり、これは当時の上海地域の13パーセントにも相当した。
上海の中心部ともいえる共同租界の中央区と西区（旧イギリス租界）では、バンド地区に各国の領事館や銀行、商館が並び、これに直角に交わる南京路には、「ビッグ・フォー」と呼ばれる先施公司、永安公司、新新公司そして大新公司といった、1920年から1930年の上海を代表するデパートが立ち並んだ。
同じくバンドに直交する福州路には青蓮閣を代表とする茶館や妓館の集中する会楽里があった。バンドにおける建築ラッシュは、1890年代に始まり1940年代まで続くが、建築物の設計にあたっては、当時の欧米各国でも最高の水準にあわせて設計され、様式上もいささかも中国風のデザインを取り入れなかった。
この時期に建設された建築には、江海関（1927年落成）、キャセイ・ホテル（1929年竣工）、ジャーディン・マセソン商会ビル（1920年竣工）、横浜正金銀行（1924年竣工）などがある。
フランス租界は淮海路を中心に商店街が形成されたが、同時に茶館、妓館、アヘン窟が集中した。1920年代共同租界においては、「禁娼」「アヘン吸引禁止」「禁賭」が唱えられたが、フランス租界では依然法的に認められていたためである。共同租界の北区と東区（旧アメリカ租界）においては、ほとんどの地域を日本人に占領されていた。とりわけ虹口（ホンキュウ）地区は、別名日本租界と呼ばれるほど、日本の諸施設や日本人向けの商店が集中した。
租界における行政機関としての上海市参事会とその執行機関としての工部局といった存在の他に、上海の歴史を語る上で忘れてはならない存在は、青幇（チンバン）と呼ばれる秘密結社である。もともとは大運河の荷役労働者の結社を源流とする。租界都市として繁栄する上海においてアヘン販売と賭博場の経営を資金源とした。孫文らの革命組織にも援助を与えていた。白人大班（外国商社の支配人らを指す）が主流の工部局、列強国の領事館とともに秘密結社は上海支配の鼎の三本脚であった。
その青幇の大頭目が1930年代の夜の帝王と呼ばれた杜月笙（1888年 - 1951年）である。黄浦江対岸の浦東の貧民街に生まれ、幼くして両親と死に分かれた。1902年、14歳のときに黄浦江を渡って上海に出てくると果物店の丁稚となった。店頭で「萊陽梨！」（ライヤンリー；中国梨）と声をかけていたため、「萊陽梨」とあだ名が付けられ、帝王と称されるようになっても、昔の仲間に「ライヤンリー、梨をむいてくれ」と頼まれると、鮮やかな手つきで皮むきをしてやったという。
やがてアヘン売買で頭角を現し、1927年の4.12反共クーデターの際には国民党の蔣介石に加担して中国共産党に対して大粛清を加えている。その一方で、米英やフランス当局を差し置いて夜の上海租界を支配した。昼間は欧米人の支配を許すも、夜ともなれば青幇が中国政府に代わって非合法に上海租界の支配を奪い返したといえる。

## 最高潮期

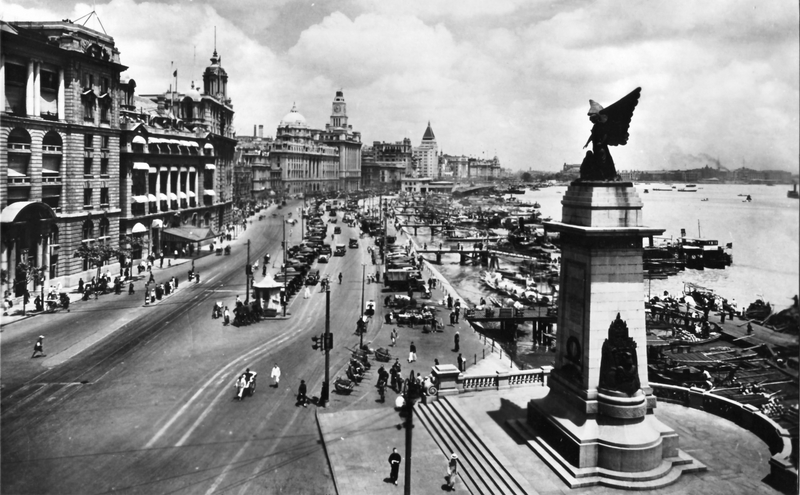
1928年のバンド

黄浦江に面して、ヨーロッパ建築の様式の建物が並び、百貨店のショーウインドウには流行の商品が飾られ、路面電車が走り、街路灯が灯った。上海は「東洋のパリ」ともてはやされた。租界の外では、軍閥による内戦が勃発し、兵士らによる略奪と暴行が繰り返され民衆は苦しんだが、租界内では工部局警察により治安が保持されていた。
イギリス租界の警官はインド人だった。義勇隊や消防隊もあった。アヘン窟は課税されて合法となり、競技場、ドッグレース場、ハイアライなどの賭博場、ダンス・ホール、茶館、魯迅も通った「上海大戯院」に代表される映画館などの歓楽の施設が出現した。
租界を有したことによって、世界への窓口ともなった上海には、あらゆるモダンなものにあふれ、誰でもハリウッド映画やジャズなどのアメリカ文化、カフェなどのフランス文化などを、直接享受することができた。演劇や映画、『良友』や『上海画報』に代表されるグラフ雑誌をはじめとする様々な活字メディアにおける出版なども盛んになった。女性は大胆に流行を追求し、新式の旗袍（チー・パオ）いわゆるチャイナドレスが流行した。
1927年、蔣介石による北伐が開始され、中国国民党が中国大陸を名目上統一した。ただし完全に掌握したのは江蘇省と浙江省の両省のみで、財政収入の大部分を上海に依拠していた。上海金融界の一時貸出、借款そして公債引き受けも重要な財政の柱となった。
1928年6月に、中華民国の首都は北京市から南京市に移され、上海市はこの新首都を間近に控えて、繁栄の絶頂に至る。共同租界の行政機関である上海市参事会の参事は、高額納税者による選挙で選ばれており、租界税収の55パーセントは中国人の負担であったが、中国人の参政権は部分的にしか認められていなかった。加えて租界行政において中国人への教育費の配分が極めて少なく差別的であったことも、中国人による参政権運動を後押ししたと言われており、中国人納税者会は猛然と参政権運動を展開した。
1928年に、定員9の参事会に中国人枠3を認めさせた。この時に、入口に「犬と支那人入るべからず(華人與狗不得入內, Dogs and Chinese Not Admitted)」との看板が建てられていたという都市伝説でも知られた、黄浦公園が中国人にも開放された。その2年後には、中国人参事は5名に増員されている。「モダン都市」「魔都」と形容され、現在でも流布される上海像はこの時期に形成された。そして1927年2月10日には、魯迅が東京・北京・アモイ（廈門）・広州・香港と遍歴を経たうえで、租界都市としての最高潮期を迎えていた上海に辿り着き、虹口地区に居を構えた。

## 租界拡張と越界路
工部局は中国側に無断で繰り返し租界の拡張を行ったので、中国側もこれに対抗し主権を守ろうとした。1900年に閘北工程総局を設立し中国側が自ら都市開発に乗り出すことで共同租界工部局に対抗、1908年に工部局が閘北の租界編入を要求した際には閘北の商人や市政組織が反対運動を起こし、1914年の交渉においても世論の反対が強く閘北は租界に編入されなかった。このように租界の無断拡張に危機感を持った中国側が交渉を拒否し始めたので、工部局は租界拡張の新たな手段として越界路の建設を進めた。
まず最初に越界路は租界の外にある公園や学校への交通路として作られたが、工部局は本来なら法的に租界外である越界路では行使できないはずの警察権を、道路周辺の治安維持や交通整備という名目で行使し始めた。むしろ学校や公園は越界路を敷設し租界を拡張するための代用手段として用いられることがあった。当時の中国側は辛亥革命の混乱や南北講和の対応に忙殺され越界路の問題にまで手が回らず、工部局は混乱に乗じてなし崩し的に租界を無断で拡張し続けた。当初は越界路だけに警察権が及んでいたが、徐々に周辺地域や接続する路地にも影響力を行使し、最終的には越界路で囲まれた地域全体を支配するようになった。こうして上海に敷設された越界路は合計で70キロを超え、越界路で囲まれた土地は約8,000エーカーにもなった。越界路の拡大はその建設と維持費用の問題を生み出したので、工部局は新たな財源として水道や電気といったインフラ整備に伴って越界路における徴税権も行使していった。工部局側のこれらの行動は法や条約に基づいていなかったので、当然中国側からの度々の抗議を受け中国警察と租界警察との衝突事件が発生し、こうした事件は中国人の民族意識を刺激し五・三〇事件の一因となったと言われている。そして1927年に国民党政府による上海特別市が設立されると中国側は本格的に上海の租界回収に動きだし、共同租界側との対立が尖鋭化していった。
工部局による越界路の違法な拡大はその後も続いたので、それを防ぐために上海市政府が「守望所」を設けた。拡大する越界路を防ぎ中国の警察権を確保するために警備の「第六区」に5か所、第六区第一所に5か処、第二所に3か所の合計 13カ所に「守望所」が設置され、警察4名をもって二班に分け、巡回させる制度が1933年9月から実施されたという。

## 日本の租界接収と租界の終焉

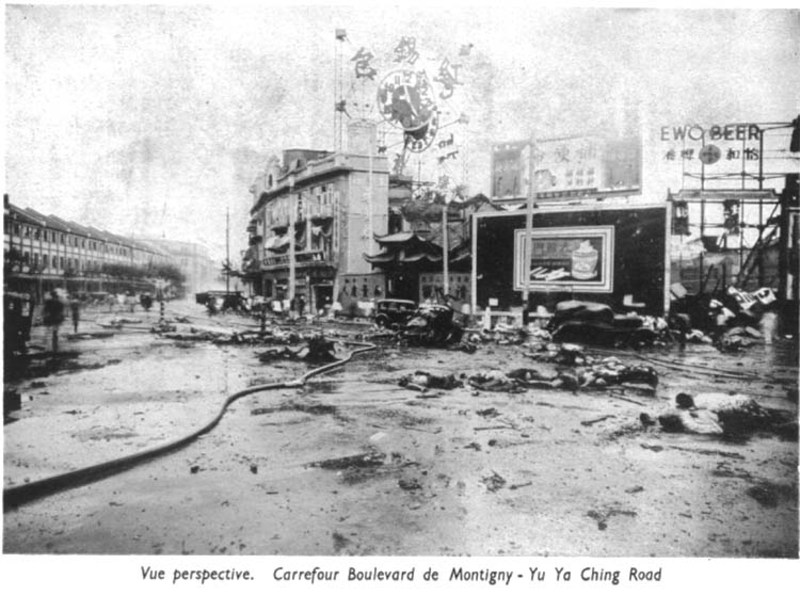
中華民国軍機の爆撃による大世界前の惨状

北伐が開始されると、中国ナショナリズムの勃興により従来の権益を失うことを、日本は恐れた。そのため事あるごとに上海租界に対する干渉を繰り返した。1931年の満州事変と翌1932年の第一次上海事変を手始めとして、1937年にはついに中華民国との全面戦争に突入した。
中華民国は上海の日本軍を爆撃したが、多くの市民も巻き添えで亡くなった。中華民国軍は緒戦の奮戦も空しく南京、武漢を相次いで失い、上海より長江を2000キロ遡った重慶に立て籠もり、租界都市上海は日本軍占領地に浮かぶ孤島と化した。
1941年12月に太平洋戦争が勃発して、共同租界とフランス租界が日本軍に接収されるまでの4年間を、中国では「孤島期」と称している。上海は「孤島期」こそ、戦争景気により一時的な繁栄を誇ったものの、太平洋戦争開始以後は急速にさびれていく。上海の工業消費電力は、1936年を100とすると、1942年には50、1943年には40であった。
1943年には全市の中国人経営の工場の内約3分の2が倒産した。1945年初め以降、日本の敗戦が確実になると、大部分の中国人工場主は日本との合作を断り始めた。1945年になると、上海の中国人経営の工場の生産は事実上停止し、日本資本の工場の稼働率も戦前の生産能力のわずか4分の1に過ぎなくなった。
遡ること1943年1月、日本は南京の汪兆銘政権に、アメリカ・イギリスは重慶の中華民国に対し、それぞれ租界返還と治外法権廃棄をそれぞれ宣言した。
そして、日本の中華民国を含む連合国軍への敗戦後の1945年8月、国民党政権は全上海を接収した。ここに100年に及ぶ租界の歴史が終結した。

## 中華人民共和国の成立以降の上海と租界

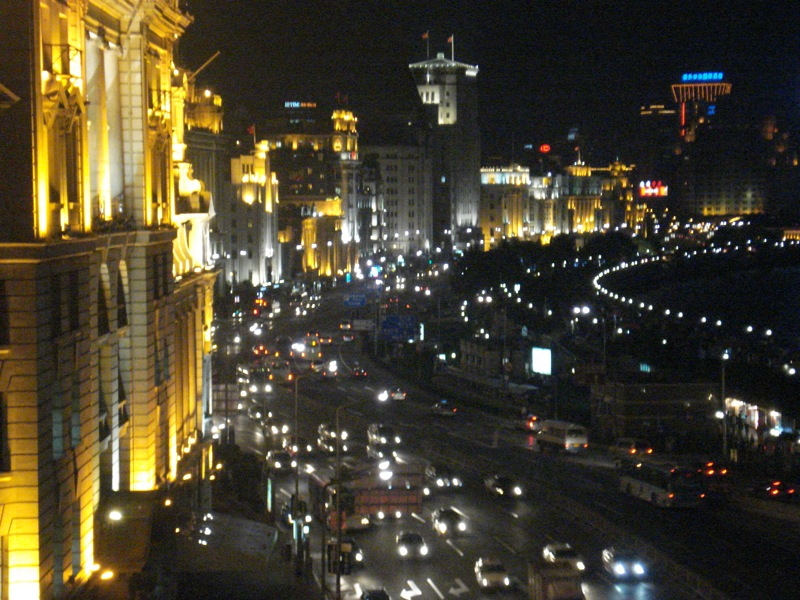
2007年のバンド。租界時代の建物も残る

租界都市上海の歴史が閉じ、まもなく国共内戦が勃発し、上海は再び戦禍を被ることとなった。1949年10月1日に中華人民共和国が成立すると、数10万人の外国人資本家や、秘密結社の構成員、文化人・技術者・熟練工などが、香港に渡って行った。そのため、それまで珠江流域を商圏とするローカル植民都市に過ぎなかった、イギリスの租借地である香港が、かつての租界都市上海の地位を承継し、繁栄を謳歌するようになった。
1960年代に起きた文化大革命で上海も文化的にも荒廃し、その後1976年に鄧小平による改革開放政策が始まると、香港に隣接する深圳市に経済特区が建設され、香港は繁栄を謳歌するようになり、新興工業経済地域の一雄として急成長した。これに対してかつての租界都市上海は、1980年代末までは、ひたすら中央政府に利益を上納するばかりで、新規の投資は行えなかった。町並みは人口増の圧力によりスラム街化した。
急成長する香港に対して、その影は薄くなる一方だった。ところが、1980年代末に、改革開放路線に拍車がかかると、上海の再開発という問題がクローズアップされた。1990年4月には「浦東新区」建設が決定された。これは、黄浦江を挟んでこれまで開発がされなかった旧租界地区（浦西地区）の対岸である浦東地区の350平方キロメートル（上海租界の約11倍）を再開発し、深圳などの4特区を上回る一大産業地帯を建設しようとするものである。
1992年10月には、中国共産党第14回党大会において「社会主義市場経済」が提起され、よりいっそう大胆な改革開放が求められるようになっており、浦東地区が享受する優遇策には、深圳などの従来経済特区が享受してきたもの以上のものがあった。
外資の導入や外国企業の進出も活発化し、さらに世界各国の集まった上海万国博覧会を行い、上海市は中華人民共和国最大の観光都市、産業都市、文化都市、国際都市として復活した。

## 関連文献
- NHK"ドキュメント昭和"取材班編『ドキュメント昭和2 上海共同租界 事変前夜』（角川書店、1986年）
- ハリエット・サージェント著・浅沼昭子訳『上海―魔都100年の興亡』（新潮社、1996年）
- ウルスラ・ベーコン著・和田まゆ子訳『ナチスから逃れたユダヤ人少女の上海日記』（祥伝社、2006年）
- 陳祖恩著・大里浩秋訳『上海に生きた日本人―幕末から敗戦まで 近代上海的日本居留民（1868‐1945）』（大修館書店、2010年） ISBN 9784469232615